# Khalifa bin Harub di Zanzibar
Sayyid Khalifa bin Harub Al-Busaid (Mascate, 26 agosto 1879 – Unguja, 9 ottobre 1960) è stato il nono sultano di Zanzibar. Regnò dal 9 dicembre 1911 fino alla sua morte.
Nel 1900 si sposò con la principessa Sayyida Matuka bint Hamud Al-Busaid, figlia di Hamoud bin Mohammed di Zanzibar e sorella di Ali bin Hamud di Zanzibar.